# الدوري اليوناني 2007–08
الدوري اليوناني لكرة القدم 2007-08 (باليونانية: Σούπερ Λίγκα 2007–08)‏ هو موسم من الدوري اليوناني لكرة القدم. أقيم خلال الفترة 28 أغسطس 2007 وحتى 14 مايو 2008، وأشرف على تنظيمه الاتحاد الإغريقي لكرة القدم، وكان عدد الأندية المشاركة فيه  16، وفاز فيه نادي أولمبياكوس.